# Saint-Julien, Côtes-d'Armor

Saint-Julien este o comună în departamentul  Côtes-d'Armor, Franța. În 1 ianuarie 2022 avea o populație de 2.072 de locuitori.